# Louis Brandt (Sänger)
Louis Brandt (um 1770 – 18. November 1865 in Mannheim) war ein deutscher Opernsänger (Tenor) und Theaterschauspieler.

## Leben
Brandt war als Tenor am Hoftheater Kassel (1803–1804) engagiert. 1807 debütierte er als Tenor am Frankfurter Stadttheater, wo er in der Spielzeit 1806/1807 engagiert war. In der Spielzeit 1807/1808 war er für erste und zweite Tenorpartien und Schauspielerrollen am Hoftheater Mannheim tätig, konnte es aber dort zu keinerlei Bedeutung bringen. 1809 gastierte er nochmals am Stadttheater Frankfurt.
Zu seinen Bühnenrollen gehörten u. a. Marney in der Oper Das unterbrochene Opferfest von Peter von Winter, der Infant in Una cosa rara von Vicente Martín y Soler und die Titelrolle in Achilles von Ferdinand Paër.
Brandt war seit etwa 1815 mit der Mannheimer Sängerin und Schauspielerin Margarethe Danzi (um 1790–1866), einer Tochter von Franz und Maria Margarethe Danzi, verheiratet. Brandts Schwester war die Schauspielerin Caroline Brandt, die mit Carl Maria von Weber verheiratet war.